# Hemsö distrikt
Hemsö distrikt är ett distrikt i Härnösands kommun och Västernorrlands län. Distriktet omfattar Hemsön och kringliggande holmar i södra Ångermanland och är landskapets såväl som länets befolkningsmässigt minsta distrikt. 

## Tidigare administrativ tillhörighet
Distriktet inrättades 2016 och utgörs av en del av området som Härnösands stad omfattade till 1971, delen som före 1969 utgjorde Hemsö socken.
Området motsvarar den omfattning Hemsö församling hade 1999/2000.

## Tätorter och småorter
I Hemsö distrikt finns inga tätorter eller småorter.